# Amanda Ledesma
Josefina Rubianes Alzuri (Buenos Aires, Argentina, 31 de diciembre de 1911-19 de febrero de 2000), conocida con el nombre artístico de Amanda Ledesma, fue una cancionista y actriz de cine y teatro que realizó su carrera profesional en su país y en México. Apodada "la diosa rubia del tango", es conocida por sus películas  Papá tiene novia, Peluquería de señoras y La novela de un joven pobre.

## Carrera
Desde 1929, comenzó a cantar en fiestas de amigos y en su juventud, mientras era empleada en una tienda, ganó un concurso de cancionistas realizado en la sala Gaumont; tiempo después actuó en radios como Prieto, Stentor y Excelsior, donde interpretó Alma en pena (de Anselmo Aieta y Francisco García Jiménez) y fue acompañada por Miguel Caló y José Ricardo; también actuó en espectáculos revisteriles de los teatros Maipo, Porteño, El Nuevo, etc. y en 1933, tras varias participaciones en sainetes, debutó en cine, dirigida por Luis José Moglia Barth, en el segundo film sonoro argentino, Dancing. En 1936 actuó con el cómico Luis Sandrini en Canillita, y un año después se destacó como cantante en Melodías porteñas, para Argentina Sono Film. En 1938, protagonizó otras dos películas, junto a Florén Delbene, El último encuentro, complejo film donde encarnó a Marta Zapiola, y Senderos de fe, estrenada a su vez en Estados Unidos.
En 1937, Enrique Santos Discépolo eligió para su primer disco bajo el sello Odeón, el tango Condena y el vals Primavera. Después viajó a Estados Unidos, y de regreso a la Argentina, dirigida por Carlos Schlieper protagonizó en 1942 Mañana me suicido, con Alberto Vila y Osvaldo Miranda. Como cantante recorrió, con la orquesta de Héctor Stamponi, Bolivia, Perú, Ecuador, Venezuela y Cuba.
Luego de filmar Amor último modelo, en 1942 se mudó en México, donde continuó con su carrera y filmó ocho películas, y fue llamada La rubia diosa del tango, por su actuación en Cuando quiere un mexicano, con Jorge Negrete. Después, decidió abandonar temporalmente el cine, para dedicarse al canto, realizando una gira por América, en países como Bolivia o Cuba, acompañada por la orquesta de Héctor Stamponi. A lo largo de la década del 40` fue partícipe de "comedias tontas" - como se les decía - y musicales, alternando diversos tipos de géneros como el tango, que era muy escuchado en aquellas épocas.
Entre sus grabaciones, se destacan las del sello RCA Victor del año 40: Cariño, el vals Quién será, Imposible (todos de Luis Rubistein) y el vals Quién más quién menos de Rodolfo Sciammarella. Entre 1944 y 1945 grabó comercialmente cuatro temas en México: la zamba Vieja huella, la ranchera Que buscan en la mujer, el tango Cruz (todos de Héctor Stamponi y Ernesto Cortázar) y Coplas de retache en dúo con Jorge Negrete (de Manuel Esperón y Ernesto Cortázar).
En la radio rivalizó con Libertad Lamarque. En 1949, realizó su última intervención cinematográfica en México en Te besaré en la boca, de Fernando Cortés, que se estrenó al año siguiente. Después regresó a Argentina, se presentó en Radio Splendid, en el viejo Canal 7 (hoy Televisión Pública) y realizó espectáculos teatrales. Se retiró del espectáculo en 1956 a los 45 años.En 1999, la Asociación de Cronistas Cinematográficos de la Argentina le otorgó el premio Cóndor a la trayectoria. Durante sus últimos años, residió en Buenos Aires, donde falleció a los 88 años el 19 de febrero de 2000.

## Filmografía
| Año  | Película                     | Rol              |
| ---- | ---------------------------- | ---------------- |
| 1950 | Te besaré en la boca         |                  |
| 1949 | La rebelión de los fantasmas | Graciela Aldonso |
| 1949 | Contra la ley de Dios        | Elena            |
| 1948 | Ave de paso                  |                  |
| 1946 | La viuda celosa              |                  |
| 1946 | Las casadas engañan de 4 a 6 |                  |
| 1945 | Soltera y con gemelos        | Isabel           |
| 1945 | Marina                       | Marina           |
| 1944 | Cuando quiere un mexicano    | Mercedes Rico    |
| 1942 | Amor último modelo           |                  |
| 1942 | Mañana me suicido            |                  |
| 1942 | La novela de un joven pobre  |                  |
| 1941 | Peluquería de señoras        |                  |
| 1941 | Si yo fuera rica             |                  |
| 1941 | Papá tiene novia             | Martha           |
| 1940 | El astro del tango           |                  |
| 1940 | De México llegó el amor      |                  |
| 1938 | El último encuentro          |                  |
| 1938 | Senderos de fe               |                  |
| 1937 | Melodías porteñas            |                  |
| 1936 | Canillita                    |                  |
| 1933 | Dancing                      |                  |

## Discografía
| Año  | Álbum                           |                                                                              |
| ---- | ------------------------------- | ---------------------------------------------------------------------------- |
| 1940 | Cariño / Quién más, quién menos | Temas de la película De México llegó el amor, realizado junto a Tito Guizar. |
| 1940 | Imposible / ¿Quién será?        | Temas de la película De México llegó el amor, realizado junto a Tito Guizar. |
| 1937 | S.O.S.                          | Temas de la película Melodías porteñas                                       |
| 1937 | Primavera                       | Temas de la película Melodías porteñas                                       |